# Bobitz
Bobitz település Németországban, Mecklenburg-Elő-Pomeránia tartományban. Lakosainak száma 2514 fő (2023. december 31.).

## Népesség
A település népességének változása:
| Lakosok száma | 2455 | 2470 | 2517 | 2493 | 2514 |
|               | 2017 | 2019 | 2021 | 2022 | 2023 |